# PC Engine Mini
PC Engine Mini es una consola dedicada creada por Konami y se basa en el modelo original de PC Engine de NEC, que fue originalmente diseñada por Hudson Soft. Se lanzó el 19 de marzo de 2020. Si bien en Japón y Norteamérica lanza sus modelos originales, en Europa solo se lanza el modelo CoreGrafx. Esta consola fue anunciada en el E3 2019 y posteriormente en Tokyo Game Show 2019.
La clasificación por edades es Mature 17+ de ESRB en el modelo TurboGrafx-16 en América, 12 de PEGI y 12 de USK en el modelo PC Engine CoreGrafx en Europa, mientras que el modelo original (PC Engine) es CERO D (17) por CERO, en Japón.

## Hardware
A diferencia del modelo original que solo soporta un mando, los modelos mini, que son a 1/2 de tamaño del original, soporta dos mandos. Debido a que los mandos originales no son compatibles con esta consola, se tuvieron que hacer mandos USB idénticos a los originales. Tal como en el caso de la PlayStation Classic y la Sega Genesis Mini. Los multitaps también usan USB. La consola es energizada con un cable USB Micro-B, y la salida de video es mediante un cable HDMI.

## Desarrollo
PC Engine mini fue anunciado en E3 2019 y posteriormente en Tokyo Game Show 2019.
Konami anunció en su canal de YouTube todos los juegos de los 3 modelos. Además, se ha agregado varios filtros de pantalla que son: 640x480, 4:3 a 720p, Widescreen, tamaño original, 4:3 con filtro CRT y portátil PC Engine GT. Las teclas RUN+SELECT, en vez de reiniciar la consola a mitad de partida, abre el menú principal para guardar estados o ajustar pantalla y volumen. Solo algunos juegos pueden grabar internamente, pero otros pueden mostrar la clave entre niveles.

## Retrasos en el lanzamiento
Debido a la pandemia del coronavirus (COVID-19), las fábricas de Konami instaladas en China fueron suspendidas, y tuvieron que retrasar el lanzamiento fuera de Japón al respecto. Se confirma que en los sitios japoneses y franceses de Amazon empieza a lanzar la consola a finales de abril de 2020, el sitio americano el 22 de mayo de 2020 y los sitios ingleses, franceses e italianos el 5 de junio de 2020.

## Videojuegos
A diferencia de otras consolas dedicadas, esta consola incluye todos los juegos que incluso tenía bloqueo regional. Se puede cambiar de carpeta en el menú de configurar partida y de interfaz en la carpeta PC Engine. Son 60 juegos en total, 4 tienen bloqueo regional y 5 se repiten en ambas carpetas, dejando como resultado 58 juegos en el modelo original y 57 en los demás modelos. El resto contiene juegos únicos que solo aparecen en su idioma de origen; la carpeta TurboGrafx contiene juegos en inglés y la carpeta PC Engine contiene juegos en japonés (incluso si ambos idiomas del mismo juego fueron lanzados durante la vida útil de la consola). Los juegos solo están organizados por fecha de lanzamiento de la versión japonesa. Si el juego de origen proviene de Hudson Soft, es distribuido por Konami Digital Entertainment y, si el juego proviene de la arcade (con excepción de terceros), es distribuido por Konami Amusement en su lugar. Algunos juegos incluyen sus variantes y se activan esas al presionar SELECT antes de ejecutarlos mientras que solo 2 juegos ocultan otros 2 y solo se pueden ejecutarlos mediante trampas o hackeos.

### Carpeta TurboGrafx
| Lanzamiento original | Título                                        | Desarrolladora       | Formato       | Comentarios                                                                                  |
| -------------------- | --------------------------------------------- | -------------------- | ------------- | -------------------------------------------------------------------------------------------- |
| 30-11-1987           | J.J. & Jeff                                   | Konami (Hudson Soft) | HuCard        | Un juego de plataformas casual                                                               |
| 28-12-1987           | Victory Run                                   | Konami (Hudson Soft) | HuCard        | Iba a ser competencia directa de Out Run                                                     |
| 25-3-1988            | R-Type                                        | Irem                 | HuCard        | Se usa la versión fusionada en vez del juego dividido en dos                                 |
| 14-9-1988            | Alien Crush                                   | Compile              | HuCard        | Pinball virtual, pero accidentalmente se reemplazó la versión norteamericana por la japonesa |
| 9-12-1988            | Space Harrier                                 | Sega                 | HuCard        | Conversión de la arcade                                                                      |
| 9-2-1989             | Military Madness                              | Konami (Hudson Soft) | HuCard        | Se repite en la carpeta PC Engine, y es un juego de estrategia Sci-Fi por turnos             |
| 23-2-1989            | Moto Roader                                   | Masaya               | HuCard        | Uno de los pocos juegos de carreras que usa multitap                                         |
| 4-3-1989             | Dungeon Explorer                              | Konami (Hudson Soft) | HuCard        | Se repite en la carpeta PC Engine, y es un juego de acción que soporta 5 jugadores.          |
| 25-5-1989            | Power Golf                                    | Konami (Hudson Soft) | HuCard        | Uno de los juegos deportivos                                                                 |
| 7-7-1989             | Blazing Lazers                                | Kaneko               | HuCard        | uno de los spinoffs de Star Soldier                                                          |
| 17-11-1989           | Neutopia                                      | Konami (Hudson Soft) | HuCard        | Se repite en la carpeta PC Engine, y que iba a ser competencia directa de Zelda              |
| 21-192-1989          | Ys Book I & II                                | Nihon Falcom         | CD-ROM²       | Se repite en la carpeta PC Engine, y el primero de los compilados de Ys                      |
| 1-3-1990             | Psychosis                                     | Naxat Soft           | HuCard        | Matamarcianos horizontal                                                                     |
| 3-4-1990             | Splatterhouse                                 | Namcot               | HuCard (TG)   | Conversión de la arcade exclusiva de TurboGrafx y PC Engine CoreGrafx                        |
| 6-7-1990             | Ninja Spirit                                  | Irem                 | HuCard        | Conversión de la arcade                                                                      |
| 30-9-1990            | Chew Man Fu                                   | Konami (Hudson Soft) | HuCard        | Videojuego casual                                                                            |
| 18-1-1991            | Cadash                                        | Taito                | HuCard        | Primera conversión de la arcade, la segunda se hizo en Sega Genesis                          |
| 15-2-1991            | Parasol Stars: The Story of Bubble Bobble III | Taito                | HuCard        | Tercera entrega de Bubble Bobble                                                             |
| 19-9-1991            | Bonk's Revenge                                | Konami (Hudson Soft) | HuCard        | La segunda entrega de Bonk                                                                   |
| 27-9-1991            | Neutopia II                                   | Konami (Hudson Soft) | HuCard        | Se repite en la carpeta PC Engine, y que iba a ser competencia directa de Zelda              |
| 26-1-1992            | New Adventure Island                          | Konami (Hudson Soft) | HuCard        | Una de las primeras entregas de Adventure Island.                                            |
| 10-7-1992            | Soldier Blade                                 | Konami (Hudson Soft) | HuCard        | El segundo de los spinoffs de Star Soldier                                                   |
| 20-11-1992           | Air Zonk                                      | Konami (Hudson Soft) | HuCard        | Un matamarcianos spinoff de Bonk, ambientado en la era de los superhéroes                    |
| 11-12-1992           | Bomberman '93                                 | Konami (Hudson Soft) | HuCard        | Una de las entregas de Bomberman                                                             |
| 23-4-1993            | Lords of Thunder                              | Konami (Hudson Soft) | Super CD-ROM² | Matamarcianos horizontal                                                                     |

Nota
- Alien Crush usa la pantalla de título japonesa en vez de su contraparte americana.

### Carpeta PC Engine
| Lanzamiento original | Título original                        | Título traducido                        | Desarrolladora               | Formato        | Comentarios |
| -------------------- | -------------------------------------- | --------------------------------------- | ---------------------------- | -------------- | --- |
| 27-11-1987           | THE 功夫                               | The Kung Fu                             | Konami (Hudson Soft)         | HuCard         | Conocido en el occidente como China Warrior |
| 22-1-1988            | 邪聖剣ネクロマンサー                   | Jaseiken Necromancer                    | Konami (Hudson Soft)         | HuCard         | Un juego de rol que iba a ser competencia de juegos como Final Fantasy |
| 15-7-1988            | Galaga '88                             | N/A                                     | Namcot                       | HuCard         | Una de las entregas de Galaga |
| 14-10-1988           | Fantasy Zone                           | N/A                                     | Sega                         | HuCard         | Dividido en versiones arcade y PC Engine, esta primera se activa mediante truco. |
| 16-12-1988           | Dragon Spirit                          | N/A                                     | Namcot                       | HuCard         | Conversión de la arcade |
| 22-12-1988           | あっぱれ!ゲートボール                  | Appare! Gateball                        | Konami (Hudson Soft)         | HuCard         | Otro de los juegos deportivos |
| 9-2-1989             | Nectaris                               | N/A                                     | Konami (Hudson Soft)         | HuCard         | Se repite en la carpeta TurboGrafx, sin embargo, las claves eran cambiadas |
| 4-3-1989             | Dungeon Explorer                       | N/A                                     | Konami (Hudson Soft)         | HuCard         | Se repite en la carpeta TurboGrafx, sin embargo, las claves eran cambiadas |
| 17-11-1989           | Neutopia                               | N/A                                     | Konami (Hudson Soft)         | HuCard         | Se repite en la carpeta TurboGrafx, sin embargo, las claves eran cambiadas |
| 15-12-1989           | PC原人                                 | PC Genjin                               | Konami (Hudson Soft)         | HuCard         | Primera entrega de la serie Bonk |
| 21-12-1989           | イースI・II                            | Ys I y II                               | Nihon Falcom                 | CD-ROM²        | Se repite en la carpeta TurboGrafx, sin embargo, las claves eran cambiadas |
| 16-3-1990            | 源平討魔伝                             | The Genji and the Heike Clans           | Namcot                       | HuCard         | Se lanzó al mismo tiempo con Super Darius, y es conversión de la arcade que usa tres puntos de vista: vista de ave (laberintos), plataformas normal (batalla contra múltiples enemigos) y plataformas gigante (batalla contra jefes) |
| 16-3-1990            | Super Darius                           | N/A                                     | Taito                        | CD-ROM²        | Se lanzó al mismo tiempo con The Genji and the Heike Clans, y es conversión de la arcade, pero usa una sola pantalla a diferencia de la arcade original, pero como contrapartida, el número de jefes aumentó a 26                    |
| 3-4-1990             | Splatterhouse                          | N/A                                     | Namcot                       | HuCard (PCE)   | Conversión de la arcade sin censura exclusiva del modelo original |
| 6-7-1990             | Super Star Soldier                     | N/A                                     | Konami (Hudson Soft)         | HuCard         | Dividido en versiones Caravan y original, esta primera se activa mediante truco. |
| 27-7-1990            | 大魔界村                               | Daimaikamura                            | Capcom                       | SuperGrafx     | Conocido a nivel mundial como Ghouls 'n Ghosts y una de las 5 entregas exclusivas de SuperGrafx |
| 9-8-1990             | ワルキューレの伝説                     | Valkyrie no Densetsu                    | Namcot                       | HuCard         | Conversión de la arcade |
| 24-1-1991            | 忍者龍剣伝                             | Ninja Ryūkenden                         | Tecmo                        | HuCard         | Conocido a nivel mundial como Ninja Gaiden y por un truco permite elegir entre japonés, inglés y chino |
| 22-2-1991            | オルディネス                           | Aldynes                                 | Konami (Hudson Soft)         | SuperGrafx     | Una de las 5 entregas exclusivas de SuperGrafx, y uno de los matamarcianos originales de Hudson Soft |
| 12-7-1991            | 精霊戦士スプリガン                     | Seirei Senshi Spriggan                  | Naxat Soft                   | CD-ROM²        | Secuela espiritual de M.U.S.H.A. |
| 27-9-1991            | Neutopia II                            | N/A                                     | Konami (Hudson Soft)         | HuCard         | Se repite en la carpeta TurboGrafx, sin embargo, las claves eran cambiadas |
| 15-11-1991           | Gradius                                | N/A                                     | Konami Amusement             | HuCard         | Dividido en versiones arcade y PC Engine, esta primera se activa mediante truco. |
| 6-12-1991            | 沙羅曼蛇                               | Salamander                              | Konami Amusement             | HuCard         | Matamarcianos que no está en el modelo original, y mediante truco se activa otro juego. |
| 20-12-1991           | スーパー桃太郎電鉄II                   | Super Momotarou Dentetsu II             | Konami (Hudson Soft)         | HuCard         | Único videojuego casual de salón |
| 18-2-1992            | Gradius II -GOFERの野望-               | Gradius II -La ambición de Gofer-       | Konami Amusement             | Super CD-ROM²  | Conversión de la arcade |
| 1-3-1992             | Spriggan Mark II: Re:Terraform Project | N/A                                     | Naxat Soft                   | Super CD-ROM²  | Secuela de Seirei Senshi Spriggan ambientado en las colonias espaciales y que iba a ser competencia de Gundam |
| 26-3-1992            | 天外魔境II 卍MARU                      | Tengai Makyō II: Manjimaru              | Konami (Hudson Soft)         | Super CD-ROM²  | Uno de los juegos de rol de Far East of Eden no disponible en los demás modelos |
| 24-4-1992            | スターパロジャー                       | Star Parodier                           | Konami (Hudson Soft)         | Super CD-ROM²  | Uno de los spinoffs de Star Soldier, en donde se puede elegir la nave Paro Ceaser del juego original, un Bomberman gigante o la antropomórfica PC Engine que lanza HuCards y CD a enemigos                                           |
| 23-9-1992            | Snatcher                               | N/A                                     | Konami Digital Entertainment | Super CD-ROM²  | Un juego de aventura gráfica cyberpunk y conversión de PC88 |
| 25-12-1992           | 超兄貴                                 | Chō Aniki                               | Masaya                       | Super CD-ROM²  | Uno de los matamarcianos bizarros en donde controlas a los superhéroes |
| 29-10-1993           | 悪魔城ドラキュラX 血の輪廻             | Castlevania - Dracula X: Rondo of Blood | Konami Digital Entertainment | Super CD-ROM²  | El primero de los juegos de Dracula X, los otros dos salieron en Super NES y en PlayStation Portable |
| 10-12-1993           | Bomberman '94                          | N/A                                     | Konami (Hudson Soft)         | HuCard         | Otra de las entregas de Bomberman |
| 27-5-1994            | ときめきメモリアル                     | Tokimeki Memorial                       | Konami Digital Entertainment | Super CD-ROM²  | Un juego de citas exclusivo del modelo original |
| 22-12-1994           | ボンバーマン ぱにっくボンバー          | Bomberman: Panic Bomber                 | Konami (Hudson Soft)         | Super CD-ROM²  | Uno de los spinoffs de Bomberman |
| 26-11-1995           | 銀河婦警伝説サファイア                 | Ginga Fukei Densetsu Sapphire           | Konami (Hudson Soft)         | Arcade CD-ROM² | Los juegos como este matamarcianos que fueron creados en Arcade CD-ROM² requerían insertar la Arcade Card a la ranura de HuCard al mismo tiempo que insertaba dicho CD al lector                                                     |

- N/A: Traducción no aplicable

### Juegos que se repiten
- Nectaris
- Ys I y II
- Dungeon Explorer
- Neutopia
- Neutopia II

Estos 5 juegos se repiten en ambas carpetas, sin importar el modelo empleado.

### Juegos o funciones con bloqueo regional existente
| Título / función                     | PC Engine original                 | TurboGrafx y PC Engine CoreGrafx   | Comentarios |
| ------------------------------------ | ---------------------------------- | ---------------------------------- | --- |
| Splatterhouse                        | versión PC Engine                  | versión TurboGrafx                 | este juego técnicamente es contado como 2 debido a su contenido. El modelo original contiene la versión sin censura y en la carpeta PC Engine y los demás modelos fue censurada y está en la carpeta TurboGrafx. |
| Tengai Makyō II: Manjimaru           | Sí                                 | No                                 | Problemas de licencia |
| Tokimeki Memorial                    | Sí                                 | No                                 | Contenido controvertido |
| Salamander                           | No                                 | Sí                                 | La entrega original era exclusiva de Japón |
| Total de juegos sin bloqueo regional | 31 de PC Engine y 24 de TurboGrafx | 31 de PC Engine y 24 de TurboGrafx | |
| Total de juegos de PC Engine         | 34                                 | 32                                 | |
| Total de juegos de TurboGrafx        | 24                                 | 25                                 | |
| Control con turbo                    | No                                 | Sí                                 | El control original de TurboGrafx y de PC Engine CoreGrafx trae interruptores turbo de serie |
| Total de juegos global               | 58                                 | 57                                 | |

### Juegos con variantes
Los siguientes juegos tienen variaciones al presionar SELECT antes de ejecutarlos:
- Castlevania: Rondo of Blood → activa el minijuego Akumajyo Dracula Peke
- Soldier Blade → recibió su versión Caravan
- Gradius, Fantasy Zone y Salamander → recibieron versiones Near Arcade

Los únicos juegos que ocultan otros juegos y que son activados por trucos o por hackeo son Salamander y Tokimeki Memorial, ambos que, al hackear o al activar trampas, cambian a Force Gear y a Twinbee en secuencia.